# دندان‌چنگالی
دندان‌چنگالی (به انگلیسی: Talon cusp) یک ناهنجاری دندانی نادر است که سبب یک برجستگی اضافی یا برآمدگی دندانی روی دندان قدامی، واقع در سطح داخلی دندان آسیب‌دیده می‌شود. گاهی می‌توان آن را در سطح صورت دندان قدامی نیز یافت.
اصطلاح دندان‌چنگالی به‌طور خاص تظاهر dens evaginatus در دندان‌های قدامی است. دندان اضافه را می‌توان به سادگی به عنوان هیپرپلازی کوژک دندان قدامی تعریف کرد.
نشانه‌های دندان‌چنگالی عبارتند از:
- تداخل با بستن[۱] یا نیش
- تحریک بافت نرم و زبان[۱]
- شکستگی ناگهانی برجستگی دندان[۱]
- آمادی پوسیدگی دندان[۳]

برخی از درمان‌های رایج عبارتند از:
- پر کردن ترکها (فیشور سیلینگ)[۴]
- بازسازی رزین کامپوزیت[۴]
- کاهش برجستگی
- پالپوتومی
- درمان کانال ریشه
- کشیدن دندان